# Someone in the Dark
Someone in the Dark ist ein Song des US-amerikanischen Musikers Michael Jackson aus dem Jahr 1982, den er für den Film E.T. – Der Außerirdische von Regisseur Steven Spielberg aufgenommen hatte, dieser nahm das Lied allerdings aus der Endfassung des Films. Der Song ist von Alan Bergman und Marilyn Bergman geschrieben und von Rod Temperton komponiert worden.

## Veröffentlichungen
- E.T.-Storybook: Michael Jackson nahm 1982 "E.T." als Hörbuch für Kinder auf.[1] Zu Beginn und am Ende des Hörbuchs wurde je eine Version von Someone in the Dark abgespielt. Das Hörbuch erhielt 1984 einen Grammy.[2]
- Thriller Special Edition (2001)[3]
- Thriller 25: Auf dem 2007, anlässlich des 25-jährigen Jubiläums der Veröffentlichung des legendären Thriller-Albums, erschienenen Album, ist, zumindest auf der Thriller 25 Super Deluxe Edition unter anderem auch Someone in the Dark zu hören.[4]